# Вальденская евангелическая церковь Рио-де-ла-Платы
Вальденская евангелическая церковь Рио-де-ла-Платы (исп. L'Iglesia Evangélica Valdense del Río de la Plata, IEVRP) — протестантская церковь в Аргентине и Уругвае.

## История
Церковь возникла в результате проповеднической деятельности Петра Вальдо. Первые семьи, исповедующие вальденскую веру, поселились в Уругвае в департаменте Колония в 1856 году, затем некоторое их количество мигрировало в Аргентину, особенно в провинцию Ла-Пампа. В 1860 году «Вальденская евангелическая церковь Рио-де-ла-Платы» была организована с приездом итальянского пастора. В 1888 году была основана Вальденская средняя школа.

## Статистика
Около 30 приходов церкви работают в Аргентине и Уругвае и насчитывают 14 000 верующих. 

## Внешние сношения
Церковь состоит в партнёрстве со Всемирным сообществом реформатских церквей, Альянсом пресвитерианских и реформатских церквей Латинской Америки (исп. Alianza de Iglesias Presbiterianas y Reformadas de América Latina), Латиноамериканским советом церквей и Сообществом миссионерских церквей.

## Внешние ссылки
- Официальный сайт